# So Amazing: An All-Star Tribute to Luther Vandross
So Amazing: An All-Star Tribute to Luther Vandross é um álbum de tributo ao cantor de soul Luther Vandross, o álbum tem vários artistas fazendo couvers de suas músicas. O álbum estreou na posição número quatro da Billboard 200 e número na Top R&B/Hip-Hop Albums, vendendo 104.000 cópias na sua semana de lançamento.
O álbum tem participações de cantores como Beyoncé, Alicia Keys, Mary J. Blige, Usher, Céline Dion, Elton John entre outros.

## Faixas
1. Mary J. Blige – "Never Too Much" (Luther Vandross) – 5:15
2. Usher – "Superstar" 1 (Bonnie Bramlett, Delaney Bramlett, Leon Russell) – 5:55
3. Fantasia – "'Til My Baby Comes Home" (Vandross, Marcus Miller) – 4:38
4. Beyoncé e Stevie Wonder – "So Amazing" ² (Vandross, Benjamin Wright) – 4:11
5. Aretha Franklin – "A House Is Not a Home" ² (Burt Bacharach, Hal David) – 5:30
6. Donna Summer – "Power of Love" (Vandross, Miller) – 3:29
7. Alicia Keys com Jermaine Paul – "If This World Were Mine" ³ (Marvin Gaye) – 4:56
8. Elton John e Luther Vandross – "Anyone Who Had a Heart" ² (Bacharach, David) – 4:50
9. Céline Dion – "Dance with My Father" (Vandross, Richard Marx) – 4:38
10. Wyclef Jean – "Always & Forever" 4 (Rodney Temperton) – 4:35
11. Babyface – "If Only for One Night" 5 (Brenda Russell) – 4:23
12. Patti LaBelle – "Here & Now" (David L. Elliott, Terry Steele) – 4:29
13. John Legend – "Love Won't Let Me Wait" 6 (Vinnie Barrett, Bobby Eli) – 3:55
14. Angie Stone – "Since I Lost My Baby" 7 (Warren "Pete" Moore, Smokey Robinson) – 5:23
15. Jamie Foxx – "Creepin'" 8 (Stevie Wonder) – 6:11

Todas as canções foram gravadas originalmente por Luther Vandross, exceto onde indicado.
- 1 Gravação original por Leon Russell
- ² Gravação original por Dionne Warwick
- ³ Gravação original por Marvin Gaye and Tammi Terrell
- 4 Gravação original por Heatwave
- 5 Gravação original por Brenda Russell
- 6 Gravação original por Major Harris
- 7 Gravação original por The Temptations
- 8 Gravação original por Stevie Wonder

## Prêmios
| Ano  | Cerimônia         | Categoria                                          | Nomeação                                           | Resultado |
| ---- | ----------------- | -------------------------------------------------- | -------------------------------------------------- | --------- |
| 2006 | Grammy Award      | Best Male R&B Vocal Performance                    | "Creepin'"                                         | Indicação |
| 2006 | Grammy Award      | Best Male R&B Vocal Performance                    | "Superstar"                                        | Indicação |
| 2006 | Grammy Award      | Best R&B Performance by a Duo or Group with Vocals | "So Amazing"                                       | Venceu    |
| 2006 | Grammy Award      | Best R&B Performance by a Duo or Group with Vocals | "If This World Were Mine"                          | Indicação |
| 2006 | Grammy Award      | Best Traditional R&B Vocal Performance             | "A House Is Not a Home"                            | Venceu    |
| 2006 | NAACP Image Award | Outstanding Album                                  | So Amazing: An All-Star Tribute to Luther Vandross | Indicação |

## Desepenho
| Tabelas musicais (2005) | Melhor posição |
| ----------------------- | -------------- |
| Billboard 200           | 4              |
| Top R&B/Hip-Hop Albums  | 1              |
| Top Internet Albums     | 4              |
| Top Compilation Albums  | 1              |